# Górnowola Majoratna
Górnowola Majoratna – część wsi Górnowola położona w województwie świętokrzyskim w powiecie buskim w gminie Nowy Korczyn.
W latach 1975–1998 miejscowość administracyjnie należała do województwa kieleckiego.